# Doc Samson
Dr. Leonard 'Doc' Samson is een personage van Marvel Comics dat voornamelijk verschijnt in verhalen rondom hoofdfiguur Hulk. Hij verscheen voor het eerst in 1971 in deel #141 van de comicreeks Incredible Hulk, dat werd geschreven door Roy Thomas en getekend door Herb Trimpe. Samson is van nature gezegend met een superieur intellect en werd daarbij bovenmenselijk sterk toen hij in contact kwam met straling afkomstig van het bloed van Robert Bruce Banner.
Samson is van nature een hoogleraar psychiatrie. Toen hij door gammastraling bovenmenselijk sterk werd, werd zijn lichaam groter en gespierder en zijn haar lang en groen. Oorspronkelijk nam zijn kracht af naarmate hij door omstandigheden minder haar kreeg, zoals de mythologische Samson. In latere verhalen speelt zijn haar geen essentiële rol meer en verschijnt hij soms ook met een kortgeknipt, doch nog steeds groen, kapsel. Zijn voornaamste functie in de Hulk-verhalen is die van iemand die Bruce Banner/Hulk probeert te verlossen van zijn aandoening, hoewel hij het ook fysiek heeft opgenomen zowel tegen de Hulk als aan diens zijde tegen gezamenlijke opponenten.

## In andere media
- Samson werd in de film The Incredible Hulk (2008) gespeeld door Ty Burrell, deze film is onderdeel van het Marvel Cinematic Universe. Deze film betreft in dit geval enkel de versie van Dr. Samson vóórdat die bovenmenselijk sterk wordt.
- In de animatieserie The Incredible Hulk (1996-1999) verschijnt Samson, waarbij zijn stem is ingesproken door Shadoe Stevens.
- In de animatieserie Hulk and the Agents of S.M.A.S.H. (2013-2016) verscheen Dr. Samson, met de ingesproken stem door J.P. Karliak. In een van de afleveringen vertelt hij Skaar over zijn krachten, maar deze komen niet tot uiting.
- Samson heeft een rol in de animatieserie The Avengers: Earth's Mightiest Heroes. De Nederlandse stem van Samson is hierin ingesproken door Hans Hoekman.